# Aube (prénom)
Pour les articles homonymes, voir Aube.
Cette page présente le prénom Aube ainsi que ses variantes.
Aube est un prénom féminin français, qui peut également être mixte.

## Étymologie
Ce prénom, d'origine latine, est un emploi particulier du nom commun aube, c'est-à-dire le « petit matin » , « le petit jour ». Il est  issu du latin alba qui signifie « blanche »,,, au masculin albus. Sa variante Alba est empruntée à l'italien ou à l'espagnol.

## Prénom et patronyme
- Aube Elléouët, fille de Jacqueline Lamba et d'André Breton lequel a magnifié le prénom de sa fille dans son essai L'Amour fou (la lettre à Aube)[5] : « Vous étiez donné comme possible, comme certaine au moment même où, dans l'amour le plus sûr de lui, un homme et une femme vous voulaient [...] Je vous souhaite d'être follement aimée »[6]
- Aube Perrie[7] (homme) réalisateur
- Théophile Aube (1826-1890), vice-amiral français

## Occurrence
Ce prénom sous sa forme actuelle ne paraît pas attesté avant le XXe siècle.
En 2020, 114 françaises portent ce prénom. Son année record d'attribution est 2020 avec 7 naissances

## Fête et saint patron
Aube est fêtée avec saint Aubin d'Angers le 1er mars, par l'Église catholique.

## Autre
Marie-Catherine Thiétard, en 2003 poétise sur le « prénom Aube »  écrivant ainsi qu' « une certaine logique se mêle encore à l'imagination dans la mesure où le prénom est en accord avec le moment de la journée , à savoir le matin » 